# Ian Malcolm (personaje)
El Dr. Ian Malcolm es un personaje ficticio de la franquicia Parque Jurásico, creado por Michael Crichton e interpretado por Jeff Goldblum. Malcolm es un matemático talentoso que se especializa en la teoría del caos. El personaje fue inspirado por el físico Heinz Pagels especialista en la teoría del caos.  En la novela Jurassic Park de Crichton de 1990 y su adaptación cinematográfica de 1993, el abogado de seguros Donald Gennaro invita a Malcolm a notar cualquier problema con el parque temático de dinosaurios de John Hammond, Jurassic Park. Crichton pretendía que Malcolm cumpliera el papel de la audiencia en los escenarios por los que se enfrenta. Malcolm es un protagonista secundario en la novela original y el protagonista principal en la secuela, El mundo perdido, debido a la recepción positiva de los fanáticos por la actuación de Goldblum como el personaje en la adaptación cinematográfica de la novela original del director Steven Spielberg.
Su papel como Ian Malcolm en Jurassic Park disparó la carrera de Goldblum. Malcolm se ha convertido en uno de los personajes más populares de Goldblum y ha sido representado en muchas formas de cultura popular. La frase característica del personaje, "La vida encuentra un camino", se ha convertido en sinónimo de Goldblum y la franquicia Parque Jurásico, y Malcolm ha sido reconocido como el personaje más perdurable de la franquicia.

## Biografía del personaje ficticio
El Dr Malcolm, nació el 29 de junio de 1955. No se sabe mucho sobre su infancia, lo único es que venía de una buena familia formada por un padre estadounidense y una madre de la India. Se graduó en la universidad en 1981 o 1982. Se ha casado 4 veces, la primera boda fue en 1983 o 1984 siendo la primera Sra Malcolm: Imonie Curtis-Malcolm, tuvieron una hija en 1984 llamada Kelly Curtis Malcolm. La pareja se divorció en 1988, en 1989, Malcolm se volvió a casar con una inglesa de la que no se tiene ninguna información, tuvieron 2 hijos, Blake Malcolm en 1990 y Eric Malcolm en 1992. El segundo matrimonio duró 3 años (divorciándose a finales de 1992). En 1995 se casó con Marla Thompson con quien no tuvo hijos, fue el matrimonio más largo duró 12 años, terminado en un divorcio a mediados de 2007. En 2015 se casó con Elsa Baker, una mujer de muchos años menor, con quien tampoco tiene hijos y siguen casados. Se sabe algo sobre unos nietos de Ian Malcolm, 2 de Kelly, 3 de Blake y 1 de Eric. 
En la novela de Crichton, el Dr. Ian Malcolm, junto con el paleontólogo Dr. Alan Grant y la paleobotánica Dra. Ellie Sattler, es contratado como consultor por el director ejecutivo de InGen, John Hammond, para brindar opiniones sobre Jurassic Park, un parque temático en la remota Isla Nublar, que presenta dinosaurios recreados genéticamente. Malcolm es el más pesimista sobre la idea del parque, sintiendo que Hammond y sus científicos no se han tomado el tiempo o el esfuerzo para comprender completamente lo que están creando. En particular, señala que la afirmación de Hammond de que los dinosaurios pueden controlarse mediante la esterilización y la reproducción controlada es una tontería, ya que hay demasiadas variables impredecibles en lo que respecta a la biología.
Durante un recorrido por el parque, el programador informático descontento Dennis Nedry corta la energía del parque para obtener acceso a los embriones de dinosaurios para venderlos a un rival. Las acciones de Nedry hacen que las cercas electrificadas también se apaguen, lo que permite que los dinosaurios escapen de sus potreros. Malcolm es atacado por un Tyrannosaurus rex, que le rompe una pierna. El guardabosques Robert Muldoon y el abogado Donald Gennaro encuentran a Malcolm y lo llevan de regreso a uno de los albergues para que lo atienda el veterinario del parque, Gerry Harding. Harding administra morfina a Malcolm, quien pasa el resto del incidente despotricando sobre ciencia y filosofía mientras intenta ayudar a los otros sobrevivientes. Su condición continúa empeorando, y cuando la Fuerza Aérea de Costa Rica llega a Isla Nublar, se dice que Malcolm murió a causa de sus heridas.
En la secuela, El mundo perdido, se revela que la declaración de su muerte fue prematura y que Malcolm pudo salvarse. Malcolm se convierte en el protagonista principal de la secuela, que comienza con él dando una conferencia sobre la extinción y la teoría del caos. También se afirma que Malcolm solía salir con Sarah Harding y siguen siendo amigos. Malcolm y Sarah son abordados por el paleontólogo Richard Levine, quien quiere que los ayude a encontrar un "Mundo Perdido". Aunque Malcolm rechaza la oferta muchas veces, finalmente cede y viaja a Isla Sorna. Malcolm vuelve a lesionarse la pierna durante un encuentro con otro tiranosaurio, pero sobrevive.

## Adaptación cinematográfica
La adaptación cinematográfica de la novela de Crichton dirigida por Steven Spielberg presenta al actor Jeff Goldblum en el papel de Ian Malcolm. A diferencia del libro, Malcolm nunca es declarado muerto en la adaptación cinematográfica, pero el tiranosaurio lo hiere gravemente. En la película, la lesión de Malcolm proviene de intentar alejar al tiranosaurio rex del auto que transportaba a Tim y Lex Murphy, mientras que en la novela la lesión de Malcolm se debió a la cobardía (más parecida a la muerte de Donald Gennaro en la película). Este cambio fue sugerido por Goldblum. Goldblum repitió su papel para la secuela, The Lost World: Jurassic Park, en Jurassic World: el reino caído en un papel menor, y junto a Sam Neill (Alan Grant) y Laura Dern (Ellie Sattler) en Jurassic World: Dominion  Algunos fanáticos encontraron que los cambios de personalidad de Malcolm desde la primera película hasta el personaje visto en The Lost World fueron algo drásticos, y algunos han especulado que el personaje sufre de trastorno de estrés postraumático después de su viaje a Jurassic Park.
En la primera película, se afirma que Malcolm se ha casado varias veces y tiene tres hijos. Uno de sus hijos, Kelly Curtis, aparece en The Lost World: Jurassic Park. En el momento de la sexta película, ha tenido dos más.

## Producción
Antes de que Goldblum fuera elegido, el actor de comedia Jim Carrey había hecho una audición para el papel de Ian Malcolm. La directora de casting de la película, Janet Hirschenson, creía que Goldblum era el actor perfecto para el papel y habló de la audición de Carrey diciendo que Carrey "también fue genial, pero creo que rápidamente a todos nos encantó la idea de Jeff". El actor Cameron Thor había hecho una audición inicialmente para Malcolm, antes de conseguir el papel de Dodgson. En la novela, Malcolm afirma que solo viste de negro, por lo que no tiene que pensar mucho en lo que usa. Esta es una característica compartida con un personaje anterior de Goldblum, Seth Brundle de The Fly. La línea de Malcolm, "debe ir más rápido", fue reutilizada por otro personaje de Goldblum, David Levinson en Independence Day.

## Recepción
La interpretación de Goldblum como Ian Malcolm fue elogiada por fanáticos y críticos. Malcolm es el personaje más popular de la franquicia, y es uno de los papeles más populares de Goldblum. Goldblum fue nominado a un Premio Saturn al Mejor Actor de Reparto por su interpretación en Jurassic Park junto a Wayne Knight como Dennis Nedry, pero ambos perdieron ante Lance Henriksen en Hard Target. Goldblum también fue nominado a un premio Blockbuster Entertainment Award como actor favorito de ciencia ficción por su papel en The Lost World: Jurassic Park.
La falta de tiempo de pantalla de Goldblum y el exceso de marketing en Jurassic World: el reino caído fueron criticados por los fanáticos de la franquicia, quienes habían sentido que el marketing de la película se basaba demasiado en presentar el regreso de Goldblum como Ian Malcolm, solo para que el actor apareciera solo en dos escenas cortas al principio y al final de la película. Timothy Donohoo de Comic Book Resources criticó la caracterización de Malcolm en Dominion y calificó la película como su peor aparición en la serie. Donohoo escribió que si bien las dos primeras películas representan a Malcolm como "una voz cínica de la razón", Dominion "lo reduce a una fuente de comedia tonta", opinando que Goldblum esencialmente se interpretó a sí mismo.

## Legado
Ian Malcolm se ha convertido en uno de los personajes más icónicos y referenciados de Goldblum. Malcolm y otro personaje, el Dr. Henry Wu, han aparecido en cuatro películas a lo largo de la serie, más que cualquier otro personaje. Se ha hecho referencia a Malcolm en diferentes estudios de dinosaurios, así como en su línea, "La vida encuentra un camino". La cita se ha convertido en sinónimo de la franquicia Parque Jurásico, así como del propio Goldblum. El personaje también revitalizó el interés por la teoría del caos, debido a una escena en la que Malcolm coquetea con Ellie Sattler mientras lo discuten.
Una escena de la primera película en la que aparece Malcolm con la camisa abierta ha sido ampliamente señalada por Goldblum como la razón principal por la que el personaje se estableció como un símbolo sexual, con la pose que sirve como tema de muchos tatuajes, memes de Internet, una figura de juguete Funko, además de recibir una estatua en Potters Fields Park en Londres.